# مارك بيلي (لاعب اتحاد الرغبي)
مارك بيلي (بالإنجليزية: Mark Bailey)‏ (و. 1960  م) هو لاعب اتحاد الرغبي، ولاعب كريكت، ومؤرخ بريطاني، مركز لعبه هو جناح ‏.

## التعليم
تعلم في جامعة درم، وتعلم في كلية جسد المسيح ‏
.

## روابط خارجية
- مارك بيلي عل موقع إسبنسكروم (الإنجليزية)